# Cercyon quisquilius
Cercyon quisquilius är en skalbaggsart som först beskrevs av Carl von Linné 1761.  Cercyon quisquilius ingår i släktet Cercyon och familjen palpbaggar. Arten är reproducerande i Sverige. Inga underarter finns listade i Catalogue of Life.